# Limnephilus sylviae
Limnephilus sylviae là một loài Trichoptera trong họ Limnephilidae. Chúng phân bố ở miền Tân bắc.